# Аверкије Јерапољски
Свети Аверкије Јерапољски Равноапостолни је ранохришћански светитељ, епископ града Јерапоља Фригијског. Живео је у време цара Марка Аурелија. Као епископ града Јерапоља учинио је да се готово сви грађани у њему крсте и приме хришћанство, због чега се назива равноапостолним. Проповедао је Јеванђеље и по Сирији и Месопотамији.

## Биографија
Идентитет тачни датуми и околности епископа Аверкија у више наврата била су контроверзна у истраживањима, посебно откако су касније житије светаца (Аверкија, Симеон Метафраст или Акта Санкторум) улепшавали истините догађаје свим врстама легенди. Нејасно је да ли је Аверкије епископ Јерапољски био идентичан са Аверкије Маркелос, којег Јевсевије Кесаријски помиње, не називајући га епископом. Први хришћански историчар Јевсевије помиње да је у назначено време био епископ Аполинарије Лаодикијски, али Јевсевије помиње извесног Аверкија Маркелоса из Хијераполиса, који је служио у Фригији.
Према Јевсевију, за Аверкија Маркелоса каже се да је аутор писао дела против Маркиона, која су датирана на крају владавине цара Комода, односно почетак 190-их. Натпис (видети доле) који је морао бити направљен у Фригији пре 216. године, такође је преживео са Аверкијем, пошто је Стела из те године, постављена за Александроса, сина Антонија, буквално цитира натпис Аверкија.
С друге стране, постоји запис о боравку Аверкија у Риму за време цара Марка Аурелија, Римског који је датиран у 163. години. У време своје смрти, Аверкије је имао 72 године према свом натпису, који се могао помирити са овим путовањем у Рим у младости и смрћу између 190. и 216. године, очигледно да је исти Аверкије.
Шкотски археолог и историчар Вилијам Мичел Ремзи установио је 1882. године да су у Фригији у давним временима постојала два града који су се звали Хијераполис: савремено Памукале и други који се налазио даље на североистоку, у близини модерног села Коџисар Сандикли (ово подручје у давним временима звало се Пентаполис  - „пет градова“, од којих је један био Хијерополис).
После тога епископ Аверкије је проглашен светим. Његова биографија писана у 5. или 6. веку. До нас је дошла најмање у 50 примерака, и сви су написани на грчком.

## Натпис Аверкије
Од посебног значаја је натпис  Аверкије, који се сада налази у ватиканским музејима. Археолог Вилијам Мичел Ремзи пронашао је натпис Стела 1882. године у Келендресу близу Синада, која датира из 300. године фригијске ере (око 216. н. е.) и готово дословно одговара постојећим фрагментима натписа Аверкије, од којих су били познати само почетак и крај. 1883. године Ремзи је пронашао недостајући средњи део натписа у Хијераполису, чији је текст такође показивао текстуалне сличности са Александровом стелом.
Натпис даје увид у живот ранохришћанског епископа. У натпису Аверкије себе назива учеником светог пастира који је чувао своје овце и који га је научио да поштује књигу живота. Овај пастир га је послао у Рим, где је видео сјајну краљицу. Затим је отпутовао у Сирију, где је упознао браћу по вери. Хранио се великом рибом коју је девица извадила са извора и дала му вино врлине и хлеба.
Метафором богат језик натписа довео је до различитих интерпретација. 1894. Герхард Фикер је претпоставио да је текст натписа доказао да је Аверкије био свештеник Кибеле, док је Адолф вон Харнак  то желео да види као знак верског синкретизма 1895. године. Џовани Батиста де Роси, Луис Дучесне и Франц Џумонт противречили су таквим теоријама и залагали се да се аутор епитафа види као хришћанин; ово мишљења се данас углавном следи.
„Као грађанин изабраног града, ово сам подигао за свој живот, да бих на време пронашао одмориште за тело. Моје име је Абертиа, ја сам ученик Светог Пастира, који паси стада оваца по брдима и у равницама, који има велике очи. који продиру у све. Овај ме је упутио ... у поуздано знање. Послао ме је у Рим, да посматрам краљевство и да видим краљицу у златним хаљинама са златним ципелама. Тамо сам видео и пук са сјајним печатом. И видео сам равницу Сирије и све градове, чак и Нисибис, док сам прелазио Еуфрат. Свуда сам стекао истомишљенике, јер ми је Павле био сапутник. Вера ме је водила свуда и свуда ми је нудила да једем рибу са извора, огромног, чистог, које је чиста Девица пригрлила. Ову рибу је такође поклонила својим пријатељима за свеприсутну гозбу са одличним вином и хлебом помешаним. Ја, Абер-тион, наредио сам да се ово напише у мом присуству, кад сам живео 72 године. Ко ово разуме, нека се сваки верски друг моли за Абертија. Али нека нико другог не положи у мој гроб. Ако се још усуди на то, нека плати 2.000 златника римској ризници и 1.500 златника мојој драгој отаџбини Хиерополис".— Аверкије Јерапољски
Православна црква слави Светог Аверкија 22. октобра по јулијанском календару.